# Amanita galactica
Amanita galactica es una especie de hongo basidiomiceto del orden Agaricales. La especie fue descubierta en los Andes del sur de Chile, viviendo en la base de las hayas del sur (Nothofagus sp.) y los araucarias chilenas (Araucaria araucana).

## Taxonomía
Amanita galactica fue descrita como nueva para la ciencia por los micólogos Giuliana Furci y Bryn Dentinger, y la descripción publicada en la revista científica Index Fungorum 445: 1 en 2020.
La especie fue descubierta en 2014 pero nombrada en 2020. El Dr. Bryn Dentinger del Museo de Historia Natural de Utah extrajo y secuenció el ADN.
Etimología
galactica: epíteto otorgado por Furci dadas las manchas blancas brillantes en el sombrero de hongo negro que le recordaron una galaxia salpicada de estrella: «Por la semblanza del sombrero de la callampa como una noche oscura y despejada, que muestra galaxias lejanas».